# Labirintite
A labirintite é um distúrbio inflamatório ou infeccioso no labirinto membranoso do ouvido, que afeta tanto os órgãos vestibulares como os órgãos cocleares, alterando assim as noção de equilíbrio, percepção de posição do corpo e a função auditiva. Deve-se salientar que o termo "labirintite" é utilizado de forma equivocada para designar todas as doenças do labirinto, já que existem outras patologias que podem afetá-lo. Assim, o termo que melhor define essas alterações é vestibulopatia, que se refere ao sistema vestibular. [carece de fontes?]
A causa mais comum de labirintite são as infecções do ouvido interno, que geralmente são virais ou bacterianas. Outras causas menos comuns incluem processo inflamatório do ouvido interno, trauma do osso temporal, hemorragia e tumores.
Na maioria dos casos, a labirintite é causada por uma infecção viral. Geralmente ocorre após doenças comuns, como resfriado ou gripe. Outros vírus comuns conhecidos incluem herpes, sarampo, caxumba e rubéola. As infecções bacterianas do ouvido médio, bastante comuns em crianças, podem se espalhar para o ouvido interno e causar labirintite. As infecções podem atingir a orelha interna através do fluxo sanguíneo (hematogênica), da orelha média (timpanogênica) ou através das meninges (meningogênica).
Os sintomas mais comuns da labirintite são a tontura e a vertigem. Outros sintomas também costumam aparecer como náusea (enjoo), êmese (vômito), zumbido no ouvido, perda auditiva (parcial ou total) no ouvido afetado e sensação de desmaio.
O indivíduo afetado pela labirintite pode ter um constante zumbido no ouvido, que eventualmente leva a uma perda auditiva temporária até que a infecção seja totalmente tratada.[carece de fontes?]
Se tratada corretamente e adequadamente com remédios, fisioterapia e alimentação saudável, e se atacado o verdadeiro mal que causa a doença, a labirintite tem cura na maioria dos casos.

## Etiologia

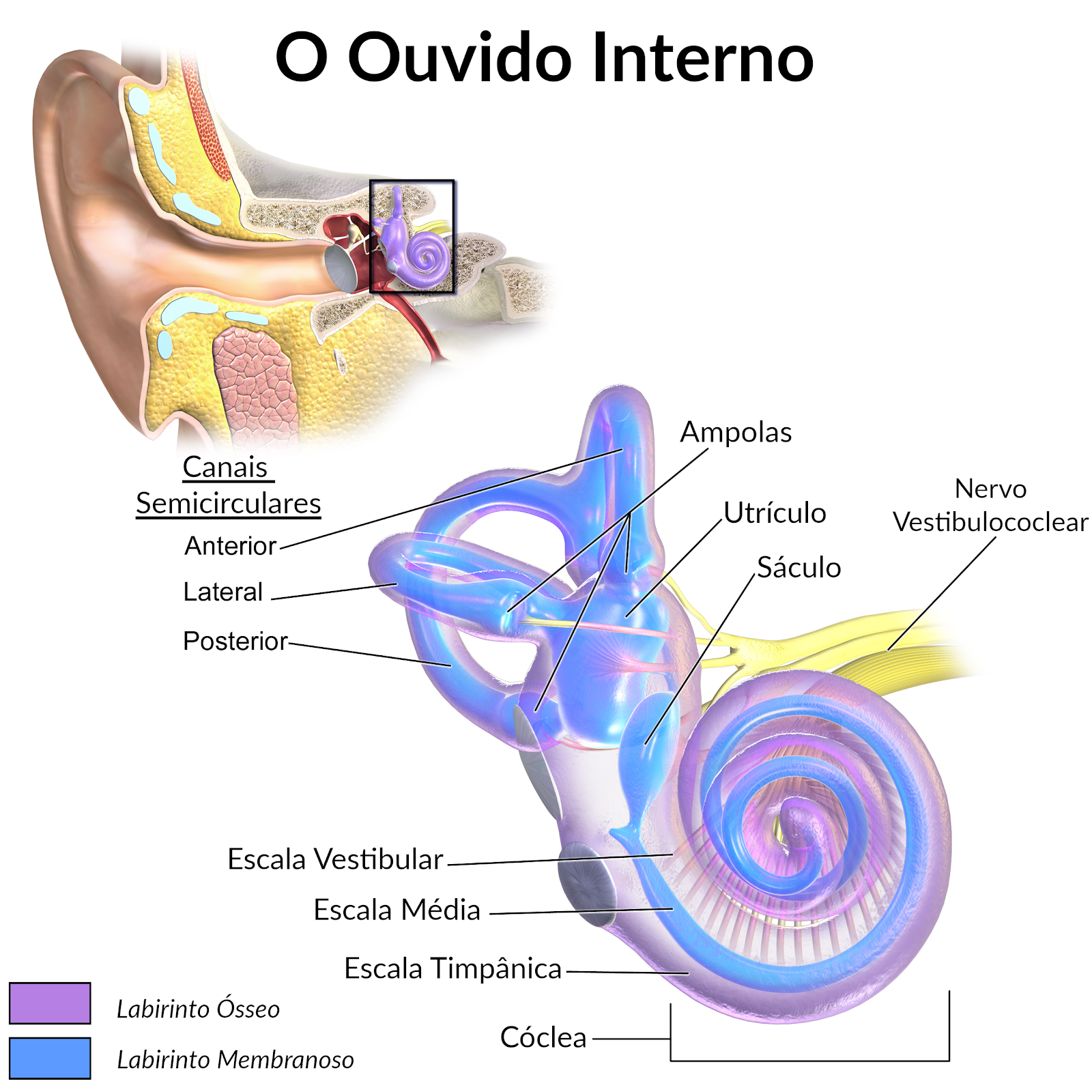
A labirintite ocorre devido a uma inflamação no labirinto membranoso, estrutura que faz parte do ouvido interno

O labirinto membranoso possui estruturas que são importantes tanto na percepção do estímulo sonoro como dos movimentos de cabeça e verticalidade. Quando acometido por um processo inflamatório ou infeccioso, o sistema afetado deixa de enviar a informação correta ao cérebro, gerando sintomas de vertigem, que é a sensação de estar parado e o ambiente estar girando ao seu redor, muito parecida com a causada por aqueles brinquedos que giram nos parques de diversão. Dependendo do local afetado, pode haver também um comprometimento na função auditiva.

### Labirintite de causas infecciosas
1) Labirintite Viral: quando o agente etiológico é um vírus.
A Rubéola e o Citomegalovírus são agentes potencialmente causadores de uma labirintite congênita, ou seja, casos em que a criança já nasce com a doença: quando no período pré-natal, a gestante é infectada por um determinado vírus que é transmitido ao feto e podem ser nocivos para a saúde do bebê. Já a Caxumba e Sarampo apresentam-se como causas possíveis do desenvolvimento de uma Labirintite pós-natal: quando a infecção ocorre após o nascimento. Há um tipo de labirintite infecciosa causada pela reativação de vírus bem específico, o varicella-zoster (vírus que provoca a Varicela) e o paciente passa a manifestar a chamada Síndrome de Ramsay Hunt. Além de vertigem e desequilíbrio, os indivíduos com esta síndrome podem apresentar outros sinais e sintomas como otalgia (dor de ouvido), paralisia facial, vesículas (pequenas bolhas cheias de líquido) no pavilhão auricular e no canal auditivo externo.
Outros vírus também podem desencadear a labirintite, como o Influenza, Parainfluenza, Virus Sincicial Respiratório, Adenovirus, Herpes simplex tipo 1, Vírus Coxsackie.
2) Labirintite Bacteriana: quando o agente etiológico é uma bactéria.
A otite média, que é uma infecção no ouvido, em sua forma aguda ou crônica pode ter como consequência o desenvolvimento de uma labirintite. Na infecção crônica do ouvido médio, a bactéria pode entrar no ouvido interno através das janelas ovais ou redondas, através do osso ou como resultado de uma lesão na cabeça ou no ouvido. A lesão labiríntica como sequela de infecção e/ou trauma na fina camada de osso que reveste o labirinto pode resultar também em perda auditiva. Dependendo da origem e do tipo de mecanismo que a provocam, a labirintite infecciosa pode ser dividida em dois tipos:
- Labirintite serosa: quando no curso de uma infecção, toxinas e/ou substâncias chamadas mediadores inflamatórios causam danos à orelha interna, mas sem uma invasão bacteriana direta. Nesses casos, o indivíduo pode apresentar hipofunção vestibular, que quer dizer que o labirinto está funcionando de forma inferior ao normal e perda auditiva sensorioneural de menores intensidades e reversíveis.[9]
- Labirintite supurativa: quando o que causa a infecção é uma bactéria e há invasão bacteriana direta do labirinto. Há a presença de secreção purulenta, células inflamatória e de microrganismos na orelha interna. Nesse caso, ocorre um dano mais severo, as sequelas são mais intensas e podem ser irreversíveis, podendo ocorrer um crescimento excessivo de tecido, que se acumula, resultando em uma área endurecida (fibrose) local.[9]

Entre as bactérias que podem causar labirintite, estão: Streptococcus pneumoniae, Haemophilus influenzae, Moraxella catarrhalis, Neisseria meningitidis, Staphylococcus, Proteus, Escherichia coli, Mycobacterium tuberculosis, entre outros.

### Labirintite de causas inflamatórias
1) Labirintite pós traumática ou pós-cirúrgica: ocorre quando por consequência de uma cirurgia ou traumatismo craniano, a orelha interna é lesada, fazendo que o indivíduo desenvolva labirintite.
2) Labirintite auto-imune: É um tipo raro e frequentemente associada a outros distúrbios autoimunes, como: lúpus eritematoso sistêmico, doença inflamatória intestinal ou artrite reumatóide, entre outros.

## Sintomas

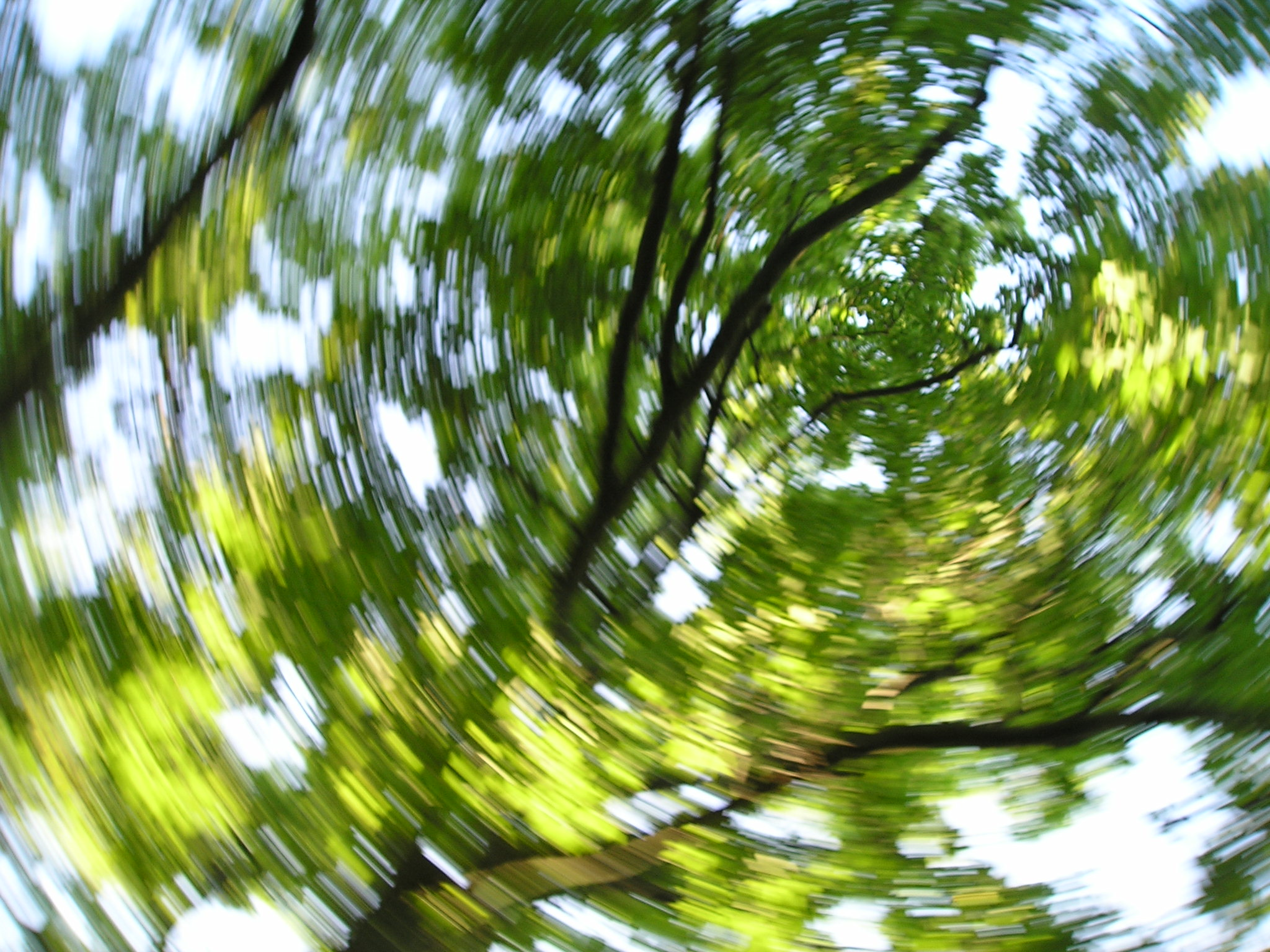
Simulação da sensação de vertigem, um dos principais sintomas da labirintite

Os sintomas mais comuns são a perda da audição e a vertigem. A vertigem pode ser ou não associada a náuseas, vômitos; suor excessivo, alterações gastrointestinais e zumbido. Outros sintomas também costumam aparecer, como dor de ouvido, dor de cabeça, febre, mal estar, otorreia e paralisia facial. A vertigem, um dos principais sintomas, ocorre devido aos sinais de equilíbrio distorcidos que o cérebro recebe do sistema vestibular.[carece de fontes?]
A Labirintite normalmente inicia com uma fase aguda, cujos sintomas que frequentemente aparecem são a perda auditiva e a vertigem súbitas. Em seguida, ocorre um período de recuperação, que pode durar semanas, e depois inicia-se a fase crônica.
Se tratada corretamente e adequadamente com remédios, terapia e alimentação saudável e eliminando o verdadeiro agente etiológico causador da doença, a labirintite tem cura na maioria dos casos. Apesar de que, relativo à intensidade dos sintomas, a labirintite pode ser grave ao ponto de levar à perda auditiva e desequilíbrios incapacitantes.

### Complicações
Sintomas de possíveis complicações (raros):
- Convulsões;
- Visão dupla;
- Desmaio;
- Vomitar por semanas;
- Fala arrastada;
- Febre de mais de 39°C;
- Fraqueza ou paralisia;
- Perda de audição no ouvido afetado;
- Meningite.

### Labirintite e ansiedade
Ansiedade crônica é um efeito colateral comum da labirintite, o qual pode produzir tremores, palpitações do coração, ataques de pânico e depressão. Geralmente o ataque de pânico é um dos primeiros sintomas.
Como em todo e qualquer momento de dificuldade, é importante ser paciente e tentar encontrar ajuda.

## Diagnóstico

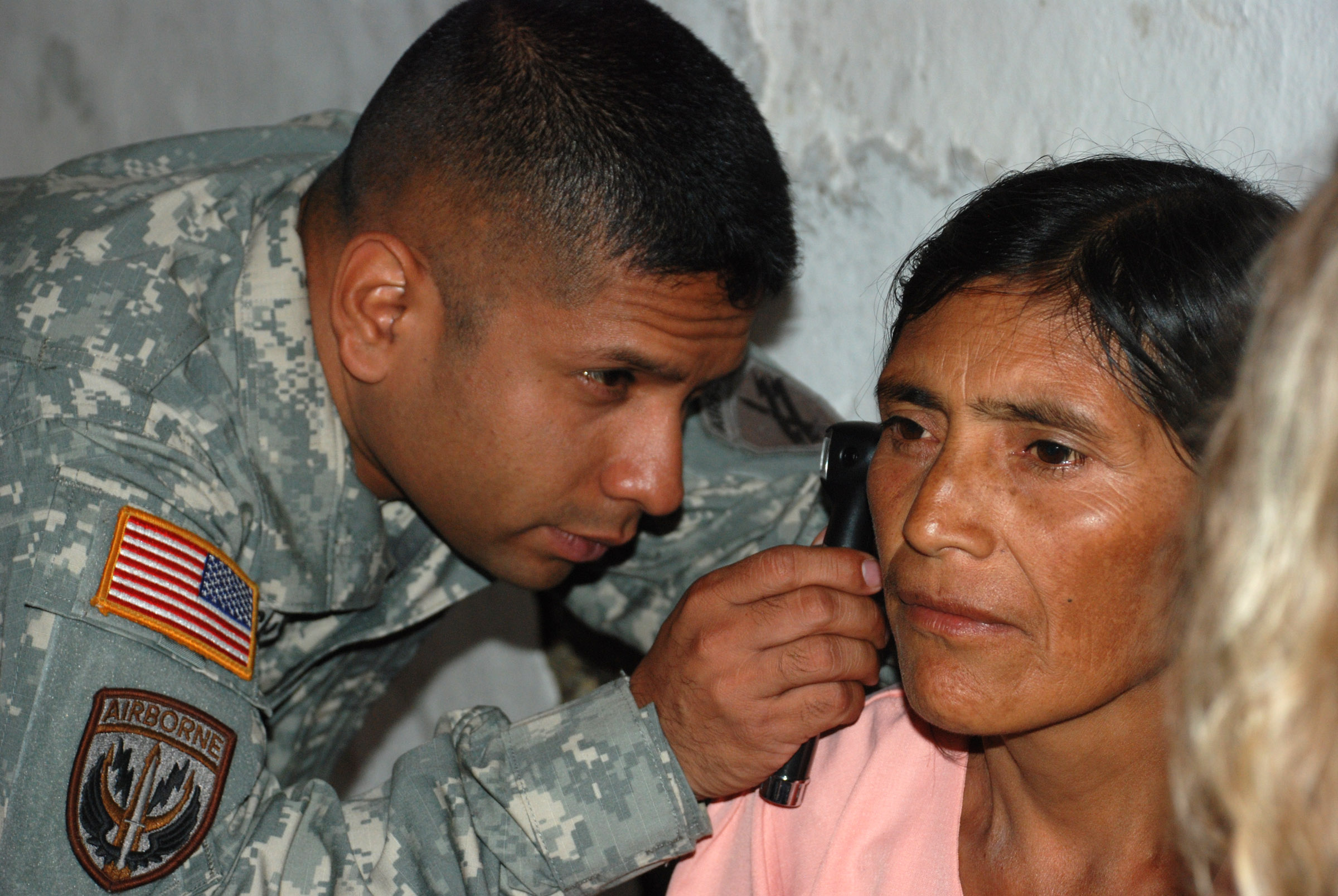
Exame do ouvido externo não é suficiente, mas é importante para eliminar outras hipóteses diagnósticas

Apenas examinar o ouvido externo não é suficiente, é necessário o exame otorrinolaringológico e neurológico completo. Não existe um exame específico para diagnosticar a labirintite. O diagnóstico é realizado pelo médico otorrinolaringologista por meio de uma avaliação clínica (sinais e sintomas) e exames complementares, que podem auxiliar na confirmação diagnóstica.
Dentre as principais alterações encontradas no exame físico, pode-se citar:
- Otoscopia: com sinais de otite média aguda (OMA) ou otite média crônica nos quadros de origem otogênica.
- HINTS (Head-Impulse Nystagmus Test-of-Skew): com resultados sugestivos de hipofunção vestibular periférica (uni ou bilateral) do(s) lado(s) afetado(s).;
- Presença de nistagmo espontâneo: com características periféricas nos quadros unilaterais.
- Teste do impulso cefálico: positivo ao girar a cabeça para o(s) lado(s) acometidos.
- Testes de Romberg e Unterberger-Fukuda: com desvio para o lado afetado nos quadros unilaterais.

Exames complementares que podem ser feito são:
- Audiometria: observa-se rebaixamento auditivo sensorioneural, geralmente com maior acometimento das frequências agudas).
- Exames de função vestibular (prova calórica, video Head Impulse Test e Vestibular evoked myogenic potential): evidenciam hipofunção no(s) lado(s) acometidos.
- Tomografia computadorizada (TC) da cabeça: útil na fase aguda para descartar outras complicações como, por exemplo, abscesso cerebral.
- Ressonância nuclear magnética com contraste: útil para a confirmação diagnóstica, na avaliação da extensão da doença e no estadiamento do quadro.

### Diagnóstico diferencial
Alguns casos de labirintite podem ser confundidos com outras doenças de sintomas parecidos, como cinetose, VPPB, neuronite vestibular, hanseníase com o acometimento do nervo auricular e vestibular.[carece de fontes?]

## Prevalência
A Labirintite é uma doença rara que acomete cerca de 0,5% de todos os pacientes que têm tontura ou vertigem. É muito comum, porém, as pessoas empregarem o termo para designar diferentes doenças e disfunções que atingem a região do ouvido interno, como por exemplo a Vertigem posicional paroxística benigna, alteração muito confundida ou nomeada erroneamente como "labirintite". A Labirintite ocorre apenas em casos em que há a infecção do labirinto. Os sintomas podem ser bem parecidos com os que ocorrem quando há outros distúrbios: a pessoa vai sofrer com vertigens, que pode ser acompanhada de náusea, vômito, pressão ou zumbido no ouvido. Entretanto, o termo mais adequado para designar os demais problemas e disfunções nessa região é labirintopatias ou vestibulopatias.

## Tratamento

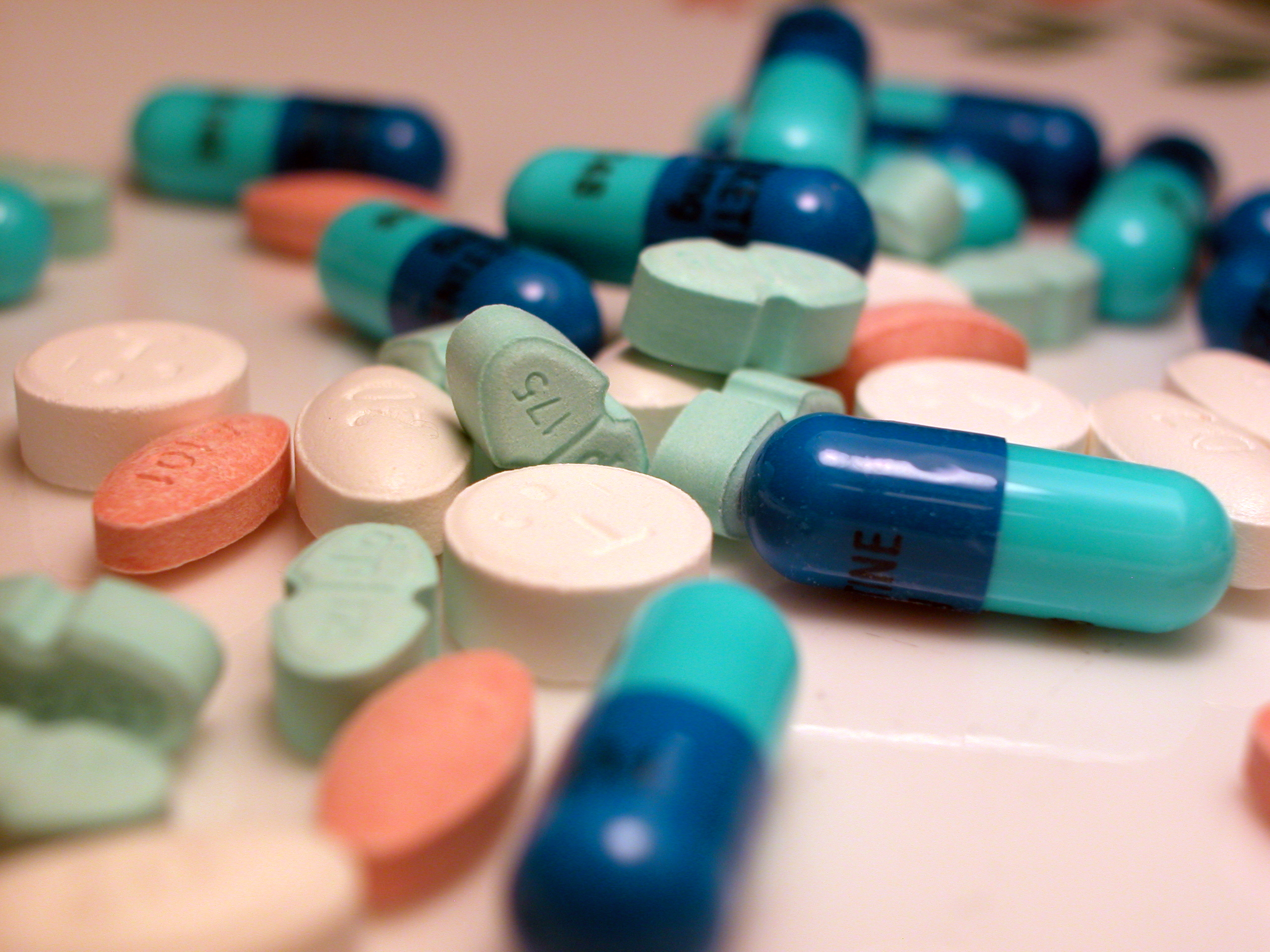
Uma opção para reduzir os sintomas da labirintite é o tratamento medicamentoso

A Labirintite é uma doença que possui uma boa estimativa de recuperação se tratada de forma adequada e no tempo adequado. Porém, dependendo do caso, o paciente pode apresentar sequelas auditivas e no equilíbrio que variam desde sintomas leves e moderados a sequelas graves e incapacitantes.
É importante destacar que a vacinação adequada e tratamento correto das otites médias são medidas de prevenção primária importantes para evitar tanto o surgimento quanto o agravamento do caso.
A recuperação de labirintite aguda geralmente leva de 1 a 6 semanas, porém não é incomum que sintomas residuais (desequilíbrio, perda de direção e/ou tontura) permaneçam por até 2 anos, mas há casos em que o problema se torna crônico e dura a vida toda.[carece de fontes?]
Dependendo do caso, medicação voltada para lidar com os sintomas (como anti-histamínicos e antieméticos) podem ajudar. Entretanto, o problema pode ter uma causa que requeira a utilização de uma medicação antibiótica. Neste caso, deve-se atentar para manutenção da flora intestinal por meio de uma dieta rica em probióticos.
É importante tratar qualquer transtorno de ansiedade e/ou depressão tão logo possível para permitir ao cérebro compensar qualquer dano vestibular. Ansiedade aguda pode ser tratada a curto prazo com benzodiazepinos, como diazepam, porém o uso a longo prazo não é recomendado por causa da característica desses medicamentos de criar dependência.[carece de fontes?]
Evidências sugere que Inibidores Seletivos da Recaptação da Serotonina (ISRS) podem ser mais eficientes no tratamento de labirintite que outros antidepressivos. Eles agem aliviando os sintomas de ansiedade e podem estimular novos crescimentos neurais dentro do ouvido interno.[carece de fontes?]
Nos casos de existência de hipofunção vestibular unilateral ou bilateral, a terapia para a reabilitação vestibular é recomendada.

### Terapia de reabilitação vestibular

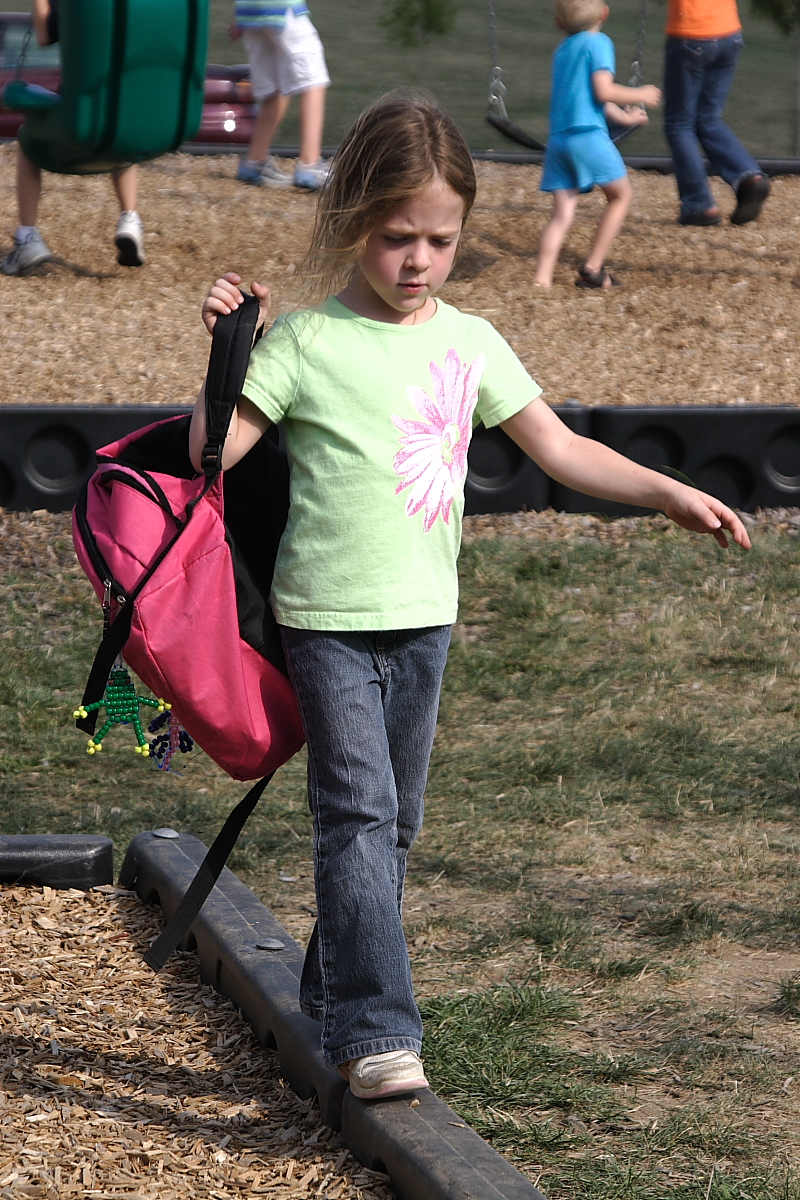
Exercícios que desafiam o sistema vestibular ajudam a reestabelecer o equilíbrio

Uma forma para a reabilitação dos sintomas e possíveis sequelas deixadas pela Labirintite é a Terapia de reabilitação vestibular ou fisioterapia labiríntica. Os tratamentos típicos incluem movimentos da cabeça e dos olhos, exercícios de estabilidade do olhar, exercícios de habituação, reciclagem funcional, alterações posturais e exercícios de caminhada, podendo ser combinados com medicamentos e ajuste na alimentação.
Os exercícios funcionam desafiando o sistema vestibular e a principal função por trás da repetição de uma combinação de movimentos da cabeça e dos olhos, exercícios posturais e caminhada é que, através dessa repetição alterações compensatórias podem ser promovidas no sistema vestibular central (tronco cerebral e cerebelo).
A Reabilitação Vestibular é um tratamento com base científica eficaz para pacientes com persistência da vertigem por disfunção vestibular, que buscam eliminar os sintomas causados por essas disfunções, recuperar e aprimorar o equilíbrio corporal, utilizando para isso de exercícios posturais. Tanto o diagnóstico quanto a terapia de disfunções vestibulares são áreas de competência do fonoaudiólogo, fisioterapeuta, terapeuta ocupacional, entre outros.
Quando realizada adequadamente e com acompanhamento fisioterapeuta e/ou fonoaudiólogo especializado, é uma maneira altamente eficaz de reduzir ou eliminar substancialmente a tontura residual da labirintite. A RV funciona fazendo com que o cérebro use mecanismos neurais já existentes para adaptação, neuroplasticidade e compensação.

### Durante o episódio de vertigem
É recomendado:
- Ficar quieto e descansar enquanto estiver com os sintomas;
- Não abaixar e nem levantar peso por cerca de 15 dias;
- Ampliar as horas dormindo;
- Acompanhe algum medicamento por 15 dias;
- Evite se estressar ou passar nervoso;
- Evite movimentos bruscos ou mudanças bruscas de postura;
- Lentamente retome suas atividades;
- Peça ajuda para se manter em pé quando você perder o equilíbrio sem local de apoio;
- Evite luzes brilhantes, TV e leitura durante os episódios sintomáticos. Descanse durante os episódios mais graves e aumente lentamente a sua atividade diária;
- Evite atividades como dirigir, operar máquinas pesadas e subir escadas até uma semana após os sintomas desaparecerem. A vertigem súbita durante estas atividades pode ser muito perigosa.